# Lautertal (Odenwald)
Lautertal (Odenwald) – gmina w Niemczech, w kraju związkowym Hesja, w rejencji Darmstadt, w powiecie Bergstraße.